# Griseargiolestes albescens
Griseargiolestes albescens – gatunek ważki z rodziny Argiolestidae.
Imagines mają silnie omszone ciało, zwłaszcza boki tułowia i końcowe segmenty odwłoka; ciemną wargę górną i pozbawiony jasnych łat środek przedplecza. Samce mają górne przydatki analne zakrzywione równomiernie, a dolne na wierzchołku stępione.
Ważka ta jest endemitem środkowo-wschodniej Australii, gdzie rozmnaża się w strumieniach, bagnach i śródwydmowych jeziorach.